# Debregeasia wallichiana
Debregeasia wallichiana är en nässelväxtart. Debregeasia wallichiana ingår i släktet Debregeasia och familjen nässelväxter.

## Underarter
Arten delas in i följande underarter:
- D. w. ceylanica
- D. w. wallichiana